# Gervillella aviculoides
Gervillella aviculoides (Sowerby, 1814) es una especie ya extinta de moluscos bivalvos de la familia Bakevelliidae. Fue descripta por primera vez en el año 1814 por el naturalista e ilustrador británico James Sowerby.

## Características anatómicas
Poseen valvas inequivalvas alargadas longitudinalmente, siendo la izquierda mayor que la derecha. Las conchillas se encuentran ornamentadas por líneas de crecimiento concéntricas que comienzan en la zona umbonal y van hasta el fin del margen dorsal por detrás del umbo. En la bisagra se pueden observar dos o tres dientes anteriores y uno posterior.

## Modo de vida
Al formar parte de un grupo extinto, no es posible realizar una comparación directa con organismos actuales. Sin embargo, por la morfología de las valvas, características anatómicas y aspectos paleoambientales se infiere que se desempeñaban como organismos bentónicos, semi infaunales que habitaban aguas poco profundas, ligándose a un sustrato blando mediante un biso. Su alimentación era de tipo suspensívora.

## Distribución
El primer ejemplar descripto se asignó al Oxfordiense de Inglaterra. En Europa se pueden encontrar especímenes desde el Jurásico Inferior hasta el Cretácico Inferior. A partir de este último, se extendieron hacia Asia, África y Sudamérica. En Argentina solo se han encontrado ejemplares en la Cuenca Neuquina, más específicamente en la Formación Agrio, donde abarcan desde el Sinemuriense superior-Pliensbachiense hasta el Barremiense Inferior.